# Coregonus anaulorum
Coregonus anaulorum es una especie de pez de la familia Salmonidae en el orden de los Salmoniformes.

## Distribución geográfica
Se encuentra en Rusia.